# Night of Champions (2015)
Night of Champions (2015) było galą profesjonalnego wrestlingu wyprodukowaną przez federację WWE, która była emitowana w systemie pay-per-view (PPV) i na WWE Network. Gala odbyła się 20 września 2015 w Toyota Center w Houston w Teksasie. Była to dziewiąta gala w chronologii Night of Champions, a także druga gala Night of Champions mająca miejsce w Houston, tuż po Vengeance: Night of Champions z 2007.
Na gali odbyło się osiem walk, w tym jedna na pre-show. W walce wieczoru, Seth Rollins pokonał Stinga i obronił WWE World Heavyweight Championship, lecz stracił WWE United States Championship na rzecz Johna Ceny.

## Przygotowania
Night of Champions oferowało walki profesjonalnego wrestlingu z udziałem różnych wrestlerów z istniejących oskryptowanych rywalizacji i storyline'ów, które są kreowane na głównych tygodniówkach WWE, Raw i SmackDown. Wrestlerzy byli przedstawiani jako heele (negatywni, źli zawodnicy i najczęściej wrogowie publiki) i face’owie (pozytywni, dobrzy i najczęściej ulubieńcy publiki), gdzie rywalizowali pomiędzy sobą w seriach walk mających w budować napięcie, kulminując w decydującą walkę wrestlerską lub ich serię. Jako motyw cyklu gal Night of Champions, wszyscy mistrzowie z głównego rosteru musieli bronić swoich tytułów na gali.

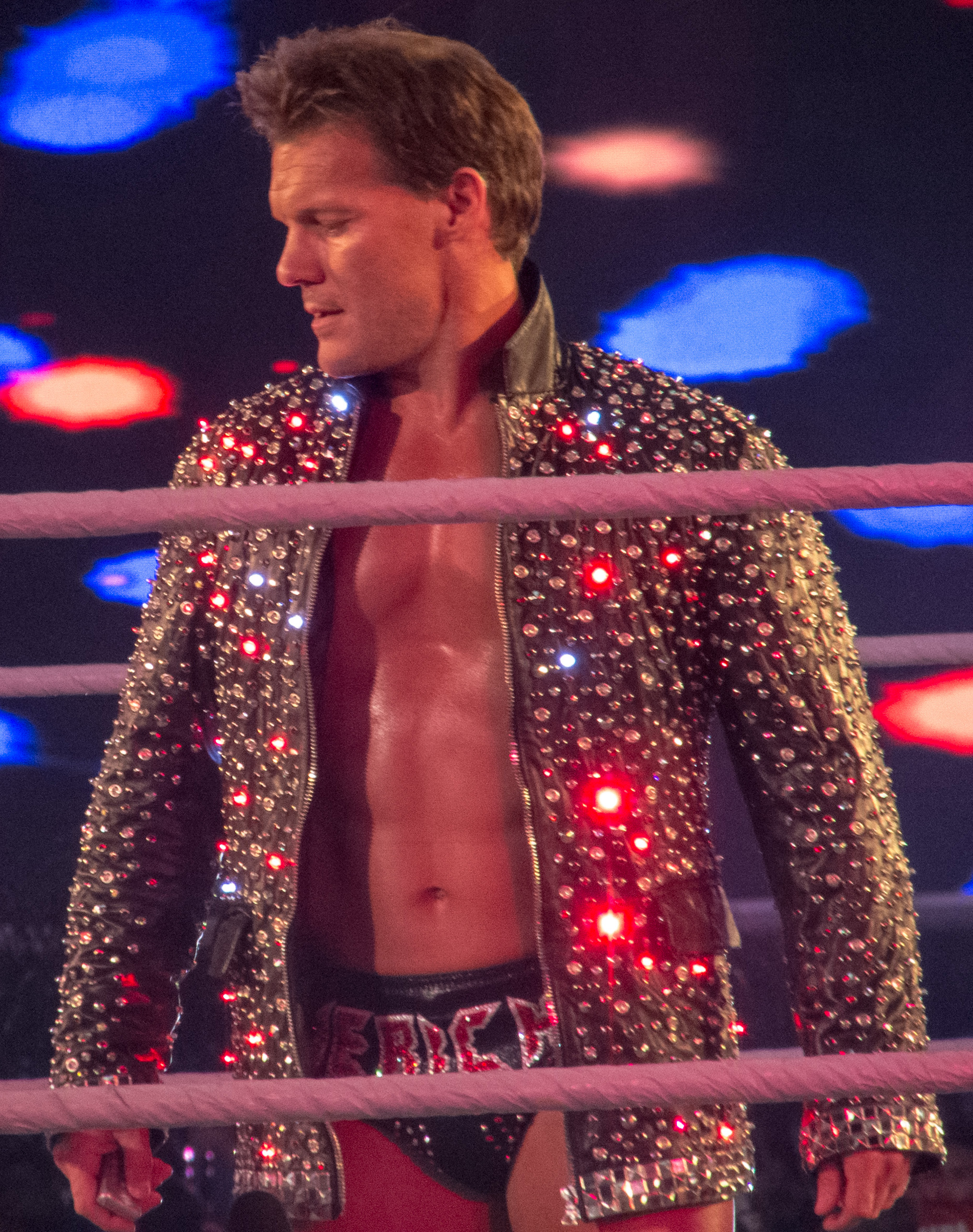
Chris Jericho, który został ujawniony jako tajemniczy tag team partner Romana Reignsa i Deana Ambrose'a.

Na SummerSlam, Seth Rollins pokonał Johna Cenę broniąc swojego WWE World Heavyweight Championship i wygrywając WWE United States Championship od Ceny. 24 sierpnia na Raw, The Authority próbowało zaprezentować Rollinsowi wielką statuę w geście zwycięstwa, lecz w ringu zamiast niej pojawił się Sting, który powrócił pojawiając się po raz pierwszy od WrestleManii 31 i zaatakował Rollinsa, wyzywając go do walki o WWE World Heavyweight Championship zabierając tytuł i unosząc go w górę przy owacji publiki. Po Raw, Triple H ogłosił na WWE Network, że Rollins będzie bronił tytułu przeciwko Stingowi na Night of Champions. 31 sierpnia na Raw, Cena skorzystał z możliwości rewanżu, budując walkę pomiędzy tą dwójką na gali.

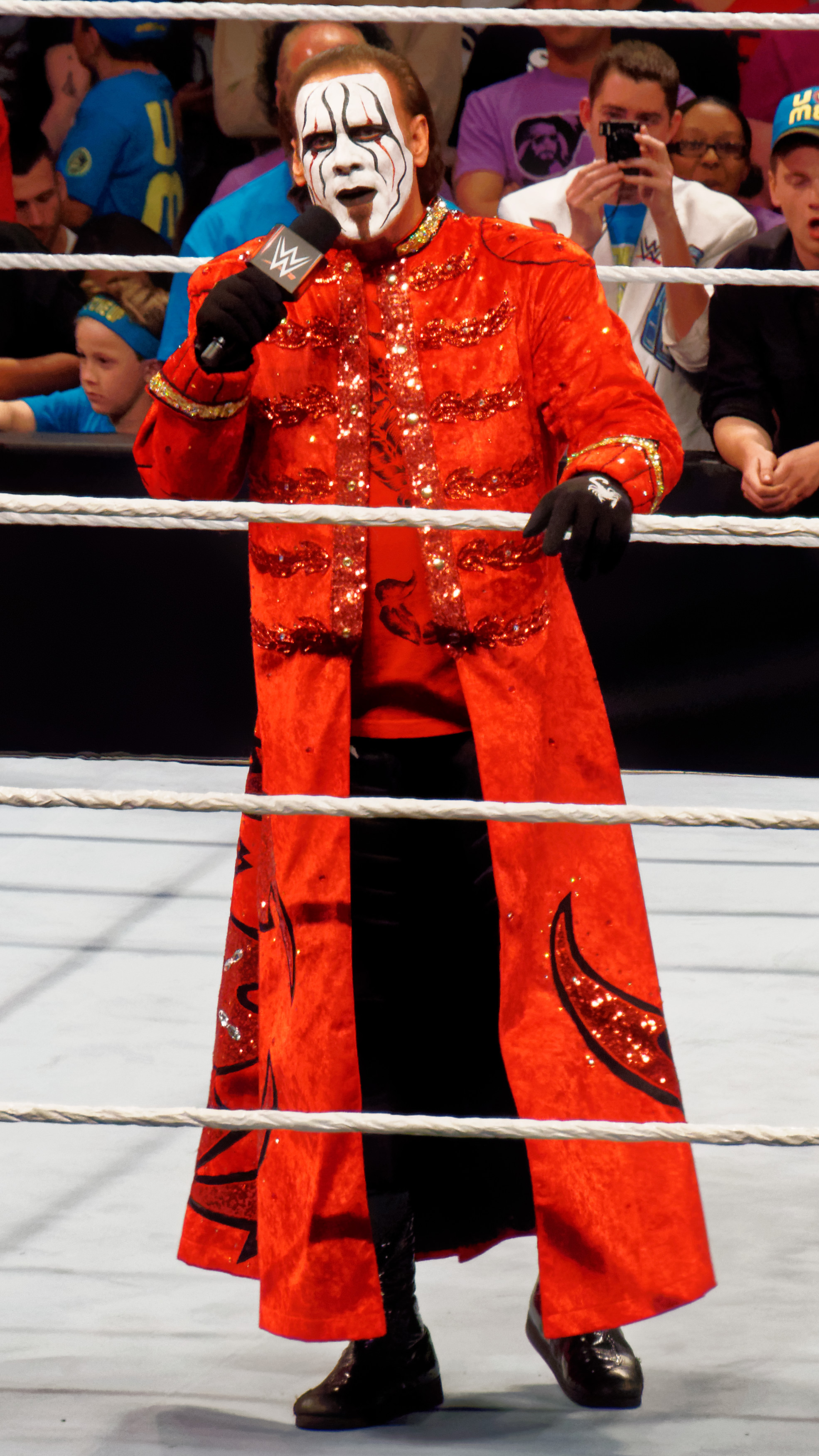
Sting, który walczył w swojej pierwszej walce wieczoru w WWE z Sethem Rollinsem o WWE World Heavyweight Championship.

Na SummerSlam, Roman Reigns i Dean Ambrose pokonali Braya Wyatta i Luke’a Harpera. 24 sierpnia na Raw, podczas rewanżu pomiędzy tymi drużynami, Braun Strowman zadebiutował w WWE dołączając do The Wyatt Family i atakując Reignsa i Ambrose'a. Tydzień później na Raw, Strowman odbył swój debiut ringowy, pokonując Ambrose'a przez dyskwalifikację. 5 września na WWE.com zostało oznajmione, iż Wyatt, Harper i Strowman zawalczą z Reignsem, Ambrosem i ich tajemniczym partnerem w Six-man tag team matchu na Night of Champions.
Na SummerSlam, Dolph Ziggler i Rusev walczyli przeciwko sobie, lecz pojedynek zakończył się przez podwójne wyliczenie. 7 września na Raw, zostało ogłoszone, że Ziggler ponownie zawalczy z Rusevem na Night of Champions.
Na SummerSlam, The New Day pokonało poprzednich mistrzów The Prime Time Players, The Lucha Dragons i Los Matadores w Fatal 4-Way tag team matchu, zdobywając WWE Tag Team Championship. 24 sierpnia na Raw po tym, jak The New Day pokonali The Lucha Dragons, znienacka na arenie pojawili się The Dudley Boyz, którzy powrócili do WWE, po czym zaatakowali The New Day. Tydzień później na Raw, The Dudley Boyz pokonali New Day. W kolejny poniedziałek na Raw, zostało ogłoszone, że The New Day będą bronili tytułów przeciwko The Prime Time Players na kolejnym Raw, a zwycięzcy będą bronić tytułów przeciwko The Dudley Boyz na Night of Champions. 14 września na Raw, The New Day pokonało The Prime Time Players broniąc swoich tytułów i ustanawiając ich walkę z Dudley Boyz na gali PPV.
7 września na Raw, Kevin Owens wtrącił się do wywiadu z Intercontinental Championem Rybackiem. 10 września na SmackDown, Owens zaatakował Rybacka podczas lumberjack matchu przeciwko Sethowi Rollinsowi. 14 września na Raw, Ryback ogłosił, iż dostał zgodę od The Authority na obronę tytułu przeciwko Owensowi na Night of Champions.
Na SummerSlam, Team PCB (Paige, Charlotte i Becky Lynch) pokonały Team Bella (Nikki Bellę, Brie Bellę i Alicię Fox) oraz Team B.A.D. (Naomi, Sashę Banks i Taminę) w Three team elimination matchu. 31 sierpnia na Raw odbyły się trzy Beat the Clock matche wyłaniające pretendentkę do walki z Nikki Bellą o WWE Divas Championship na Night of Champions. Lynch pokonała Fox w czasie 3:21, Charlotte pokonała Brie w 1:40 minuty, a Paige i Banks zakończyły walkę przez limit czasowy, w wyniku czego Charlotte stała się zwyciężczynią i otrzymała walkę o tytuł. 7 września na Raw zostało poinformowane, że kobiety stoczą ze sobą walkę za tydzień na kolejnym odcinku Raw (ostatnim przed Night of Champions), aby Charlotte miała szansę zakończyć panowanie Nikki jeszcze tuż przed pobiciem rekordu w ilości dni posiadania mistrzostwa. Tydzień później na Raw, podczas walki o tytuł, Nikki zamieniła się w ringu z Brie, przez co w końcówce walki Charlotte przypięła siostrę Nikki. Stephanie McMahon ogłosiła Charlotte jako zwyciężczynię przez dyskwalifikację, lecz nie zdobyła tytułu, ale ogłosiła rewanż pomiędzy Nikki i Charlotte na Night of Champions, gdzie jeśli Nikki zostanie zdyskwalifikowana lub odliczona, straci tytuł. Po zakończeniu Raw, Nikki oficjalnie pobiła rekord w ilości dni posiadania mistrzostwa, który uprzednio należał do AJ Lee.
Na SummerSlam, Neville i Stephen Amell pokonali Stardusta i Kinga Barretta. 3 września na SmackDown, Neville miał zawalczyć ze Stardustem, lecz The Ascension zaatakowało Neville’a i zawiązało sojusz ze Stardustem, przez co walka się nie odbyła. 17 września na Raw, Neville otrzymał pomoc od The Lucha Dragons i trio zaatakowało Stardusta i The Ascension. Tego samego dnia zostało poinformowane, że Neville i The Lucha Dragons zawalczą ze Stardustem i The Ascension na Night of Champions Kickoff Show.

## Wyniki walk
| Nr                                                                   | Wyniki | Stypulacje                                                                                                 |
| -------------------------------------------------------------------- | --- | --- |
| 1P                                                                   | The Cosmic Wasteland (Stardust i The Ascension (Konnor i Viktor)) pokonali (Neville’a i The Lucha Dragons (Kalisto i Sin Carę)             | Six-man tag team match                                                                                     |
| 2                                                                    | Kevin Owens pokonał Rybacka (c) | Singles match o WWE Intercontinental Championship                                                          |
| 3                                                                    | Dolph Ziggler pokonał Ruseva (w/ Summer Rae)                                                                                               | Singles match                                                                                              |
| 4                                                                    | Dudley Boyz (Bubba Ray Dudley i D-Von Dudley) pokonali The New Day (Kofiego Kingstona i Big E) (w/ Xavier Woods) (c) przez dyskwalifikację | Tag team match o WWE Tag Team Championship                                                                 |
| 5                                                                    | Charlotte (w/ Becky Lynch i Paige) pokonała Nikki Bellę (c) (w/ Brie Bella i Alicia Fox) przez submission                                  | Singles match o WWE Divas Championship Jeśli Nikki zostanie odliczona lub zdyskwalifikowana, straci tytuł. |
| 6                                                                    | The Wyatt Family (Bray Wyatt, Luke Harper i Braun Strowman) pokonali Romana Reignsa, Deana Ambrose'a i Chrisa Jericho przez submission     | Six-man tag team match                                                                                     |
| 7                                                                    | John Cena pokonał Setha Rollinsa (c) | Singles match o WWE United States Championship                                                             |
| 8                                                                    | Seth Rollins (c) pokonał Stinga | Singles match o WWE World Heavyweight Championship                                                         |
| (c) – mistrz/mistrzyni przed walkąP – walka miała miejsce w pre-show | | |

## Wydarzenia po gali
Tuż po gali, WWE potwierdziło, że Sting odniósł kontuzję podczas walki z Rollinsem. Później zostało zareportowane, że jest to kontuzja kartku po tym jak Sting przyjął Powerbomb na turnbuckle ringu. Po pokonaniu Stinga, Rollins potem został zaatakowany przez Kane’a, który przeszedł w rezultacie faceturn.
21 września na Raw, kiedy Charlotte celebrowała zwycięstwo nad Nikki Bellą na Night of Champions, Paige, jej przyjaciółka z drużyny PCB, przeszła heelturn wyzywając i obrażając Charlotte i Becky Lynch, dodatkowo twierdząc, że "nie ma żadnego Divas Revolution" i że "zdobyła tytuł tylko z powodu jego sławnego ojca", po czym odeszła z drużyny.
W późniejszej części gali, Randy Orton połączył siły z Reignsem i Ambrosem, atakując The Wyatt Family.
Przed ujawnieniem partnera Ambrose'a i Reignsa, którym okazał się Chris Jericho, jeden z fanów przeskoczył barierkę i wszedł do ringu bez odpowiedniej reakcji ochrony i z opóźnionym złapaniem. WWE później wystosowało komunikat, mówiąc "WWE bierze bezpieczeństwo naszych pracowników bardzo poważnie, więc jakikolwiek fan łamiący przepisy i będący w okolicy ringu będzie mógł oczekiwać na mocną reakcję z naszej strony".
Ryback wykorzystał swoją klauzulę na rewanż o Intercontinental Championship przeciwko Kevinowi Owensowi 1 października na odcinku SmackDown, gdzie Ryback wygrał przez wyliczenie poza-ringowe, nie zdobywając tym samym mistrzostwa. Po staniu się ponownie 1. pretendentem pokonując Ruseva, ta dwójka ponownie spotkała się w walce na Hell in a Cell, gdzie Owens ponownie wygrał walkę i zakończył ich rywalizację.